# Atletismo nos Jogos Pan-Americanos de 1975 - 20 km marcha atlética masculina
A prova dos 20 km da marcha atlética masculina nos Jogos Pan-Americanos de 1975 foi realizada na Cidade do México, México.

## Medalhistas
| Ouro                       | Prata                    | Bronze                         |
| Daniel Bautista MEX México | Domingo Colín MEX México | Larry Young USA Estados Unidos |

## Resultados
| Posição           | Nome             | Nacionalidade      | Tempo   | Notas |
| ----------------- | ---------------- | ------------------ | ------- | ----- |
| Medalha de ouro   | Daniel Bautista  | MEX México         | 1:33:06 |       |
| Medalha de prata  | Domingo Colín    | MEX México         | 1:33:58 |       |
| Medalha de bronze | Larry Young      | USA Estados Unidos | 1:37:53 |       |
| 4                 | Rafael Vega      | COL Colômbia       | 1:40:18 |       |
| 5                 | Todd Scully      | USA Estados Unidos | 1:41:17 |       |
| 6                 | Santiago Fonseca | HON Honduras       | 1:44:11 |       |
| 7                 | Marcel Jobin     | CAN Canadá         | 1:45:41 |       |
| 8                 | Ernesto Alfaro   | COL Colômbia       | 1:50:32 |       |